# Homecoming (canción de Hey Monday)
«Homecoming» es el primer sencillo de la banda estadounidense de Pop Punk Hey Monday, perteneciente a su álbum debut Hold on Tight. Fue lanzado oficialmente en los Estados Unidos el 7 de octubre de 2008, en Australia el 7 de febrero de 2009 y en el Reino Unido el 9 de marzo de 2009. El Japón la canción alcanzó el puesto #27.

## Vídeo musical
El vídeo musical muestra a la vocalista Cassadee y la relación de esta con su exnovio. Cuando entra a una fiesta ve a su amiga con su novio que es el exnovio de Cassadee. El resto del vídeo son flash backs de la relación que ambos tuvieron y de los momentos que pasaron juntos, mientras que él hace las mismas cosas con su amiga que las que hacía con ella cuando eran novios.